# Pogonotium ursinum
Pogonotium ursinum är en enhjärtbladig växtart som först beskrevs av Odoardo Beccari, och fick sitt nu gällande namn av John Dransfield. Pogonotium ursinum ingår i släktet Pogonotium och familjen Arecaceae. Inga underarter finns listade i Catalogue of Life.